# Khaosai Galaxy
Khaosai Galaxy (in thailandese เขาทราย แกแล็คซี่; Phetchabun, 15 maggio 1959) è un pugile thailandese.
Difese per 19 volte in sette anni il proprio titolo mondiale WBA dei pesi supermosca.
La International Boxing Hall of Fame lo ha riconosciuto fra i più grandi pugili di ogni tempo.
L'autorevole rivista Ring Magazine lo ha classificato al 19º posto nella propria classifica dei 100 greatest punchers of all time.

## Gli inizi
Sura Saenkham, agli inizi degli Anni '80 era un combattente di Muay Thai.
Assunse il nome di Galaxi prendendolo dal nightclub di cui il suo manager era proprietario.
Divenne in breve evidente che Khaosai Galaxy aveva una potenza di pugno sproporzionata al proprio peso, in particolare nel sinistro, che sarebbe divenuto leggendario.
Su consiglio del proprio allenatore e del manager si convertì al pugilato occidentale.

## Lo stile
A causa dell'assenza di esperienza dilettantesca che fornisce una base tecnica alla maggior parte dei pugili professionisti occidentali, le caratteristiche tecniche di Khaosai erano limitate.
La sua tattica era basata sulla durezza del combattimento e su di una potenza di pugno terrificante.
Si avvicinava all'avversario con sua guardia destra, da mancino, massacrandolo di bordate di sinistro non appena questi era a tiro.
Il braccio destro era utilizzato semplicemente per prendere le distanze e preparare la partenza dei colpi di sinistro.
Il suo pugno sinistro è la causa di tutti i KO inflitti agli avversari ed considerato il più potente colpo singolo nella storia delle categorie leggere.
Con l'esperienza, tuttavia, Khaosai divenne un pugile tecnicamente più rifinito, ed iniziò ad adottare le combinazioni di pugni a due mani a complemento del suo sinistro letale.
Il suo colpo preferito, il tremendo diretto sinistro a metà del tronco dell'avversario, può essere approssimativamente tradotto dal Tailandese con la seguente raccapricciante locuzione: "il sinistro che buca gli intestini".
Incredibilmente forte, Khaosai non ebbe mai un fisico sovramuscolato, e gli avversari che tentarono di adottare con lui la tecnica di out-fighting colpendolo e sfuggendogli, scoprirono a loro spese che Khaosai era veloce di gambe ed in grado di bloccare la loro azione.